# Danakilia
Danakilia är ett släkte av fiskar. Danakilia ingår i familjen ciklider.
Arterna förekommer i Afrika. De blir cirka 7 cm långa.
Arter enligt Catalogue of Life och Fishbase:
- Danakilia dinicolai
- Danakilia franchettii